# 로키의 말다툼

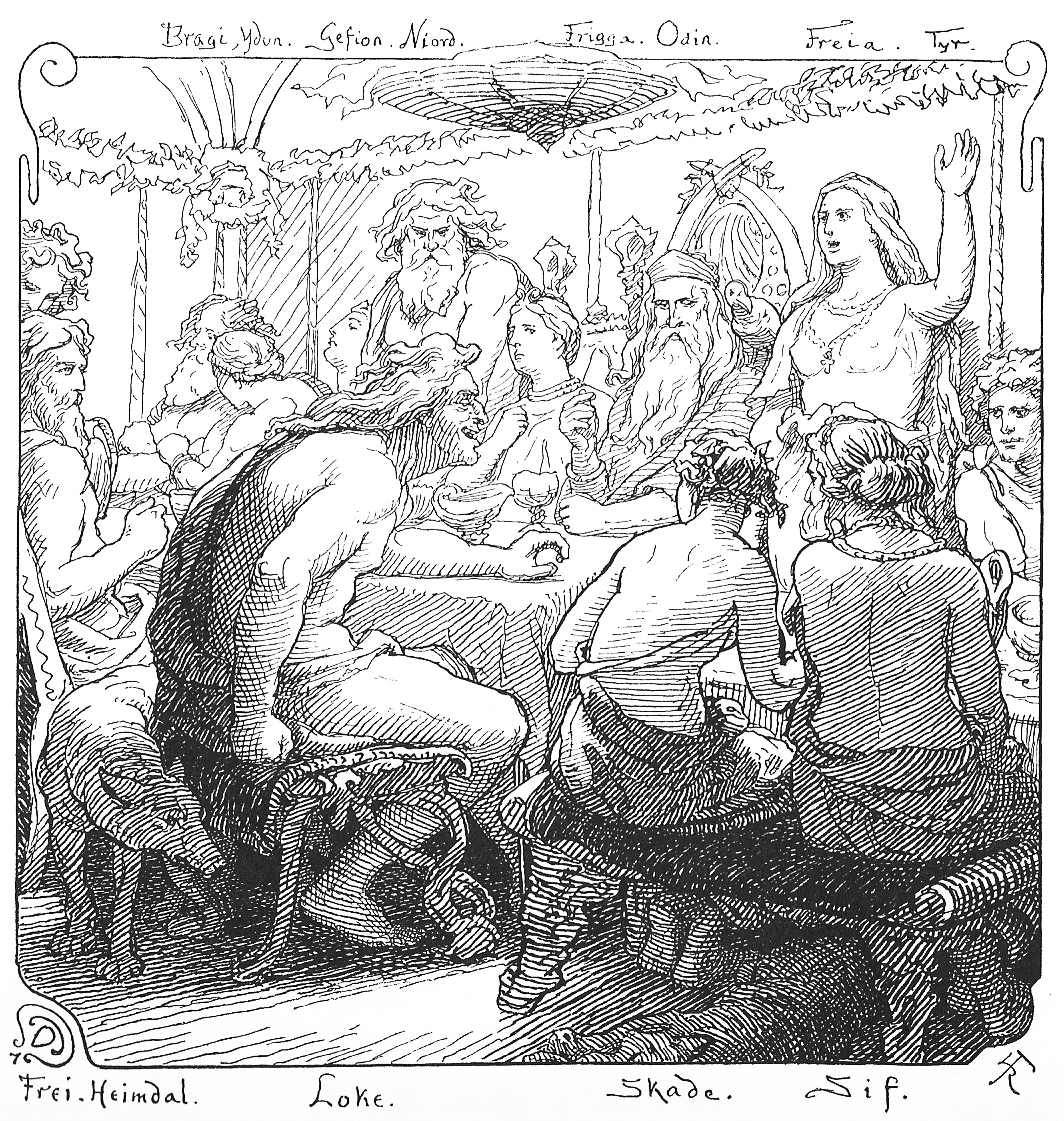
신들을 비난하는 로키. 1895년.

〈로키의 말다툼〉(고대 노르드어: Lokasenna 로카세나)은 《고 에다》의 한 부분이다. 로키와 다른 신들의 말다툼을 다루고 있다.
술에 만취한 로키는 신들의 위선과 타락을 폭로하면서 그들의 성적 문란, 도덕적 해이, 세이드 시전 등을 비난한다. 〈무녀의 예언〉에 따르면 이러한 요소는 라그나로크의 발발로 이어져 말세로 치닫게 된다. 하지만 흔히 알려진 것과 달리 〈로키의 말다툼〉에는 로키가 자신이 발드르를 죽게 만들었다고 고백하는 내용은 없다. 그 내용은 스노리의 《신 에다》에 등장한다.

## 서사시 줄거리
바다의 신 에기르는 거대한 솥을 선물받자(〈휘미르의 서사시〉 참조) 맥주를 빚고 아스 신들을 불러서 연회를 연다. 토르는 참석하지 못했고, 토르의 아내 시프는 참석했다. 또한 브라기와 그 아내 이둔, 로키의 아들 펜리르를 포박하기 위해 한 손을 희생한 티르도 참석했다. 뇨르드와 그 아내 스카디, 프레이와 프레이야 남매도 참석했다. 오딘의 아들 비다르도 참석했다. 많은 반 신족과 아스 신족들이 모였으며, 엘프들도 여럿 있었다.
에기르의 시종인 피마펭과 엘디르는 빈틈없이 손님들을 맞이한다. 신들이 이 시종들을 칭찬하자 로키는 아니꼬워서 피마펭을 죽여 버렸다. 신들은 로키에게 화가 나서 그를 저택 밖으로 쫓아내 버렸다. 로키를 쫓아낸 신들은 흥청거리면서 술을 퍼마시는데, 돌아오던 로키가 엘디르를 만난다.
로키는 엘디르를 위협하면서 신들이 무슨 술주정을 하고 있는지 불라고 윽박지른다. 엘디르는 신들이 자신들의 무기의 위력에 대해 이야기하고 있다고 말하고, 로키는 이게 마음에 들지 않았다.
로키가 에기르의 저택에 들어서자 갑자기 침묵에 휩싸인다. 로키는 환대의 법규를 청하면서 자리와 맥주를 요구한다. 그러자 브라기가 로키는 환영받지 못한다고 대답한다. 로키는 그 옛날 오딘이 그들은 함께 술을 마셔야 한다고 맹세했던 것을 들면서 그 맹세를 지킬 것을 요구한다. 오딘은 아들 비다르에게 로키의 자리를 내어주게 한다.
비다르가 일어나서 로키에게 술을 따라 준다. 로키는 술을 마시기 전에 신들을 축복하기 위한 건배를 하는데, 브라기만 콕 집어서 빼놓는다. 브라기는 로키를 달래기 위해 그에게 말과 반지와 검을 주려고 한다. 하지만 로키는 싸우고 싶어 안달이 났고, 브라기의 용기 없음을 비난한다. 브라기는 연회를 베풀어 주는 이의 집에서 싸움질을 하는 것은 올바른 도리가 아니며 아스가르드로 돌아가서 보자고 대꾸한다. 브라기의 아내 이둔이 그를 말린다. 그러자 로키는 이둔이 성적으로 헤픈 여자라고 비난한다. 그 다음으로 게피온이 나서 말을 하자 로키는 그녀에게 화살을 돌린다. 그러자 오딘이 나섰다가 욕을 먹고, 프레이야, 뇨르드, 티르, 프레이, 비그비르의 순서대로 욕을 먹는다. 오딘과 로키의 대화는 다소 독설에 차 있다.
결국 토르가 연회장에 나타나고, 토르는 로키가 자신을 비난한다면 망치로 그 머리를 날려 버릴 것이라고 말하고, 로키는 저택을 떠난다. 마지막으로 로키가 포박되는 것을 다룬 짤막한 부분이 나오는데 이 내용은 《신 에다》의 〈길피의 속임수〉에서 더 상세하게 확인할 수 있다. 로키는 도망쳐서 연어로 변신했으나 결국 신들에게 붙잡혔다. 신들은 로키의 아들 나르피의 배를 째고 그 내장을 꺼내 로키를 내장으로 묶었다. 스카디는 로키의 위에 뱀을 올려놓아 로키에게 독액이 떨어지게 했다. 로키의 아내 시긴이 옆에 붙어서 사발로 독액을 받쳤다. 다만 시긴이 가득 찬 사발을 비우기 위해 자리를 비킬 때면 독액이 로키에게 떨어졌고, 로키는 극도의 고통으로 온 몸을 비틀었다. 이것이 바로 지진의 원인이 되었다고 한다. 〈길피의 속임수〉에 보면 신들이 로키의 또다른 아들 발리를 늑대로 변신시켜 형제 나르피를 죽이게 만들었다고도 한다.